# Guillem de la Mare
Guillem de la Mare   (Anglaterra, segle XIII - c. 1290 (Gregorià)) fou un sacerdot franciscà i teòleg anglès, mestre a la Universitat de París a la segona meitat del segle xiii. Pertanyé a l'escola franciscana de París.

## Biografia
Els orígens de William de la Mare són desconeguts. Va obtenir un màster (Master Regent) a París el 1274/5. A París, va quedar sota la influència de Bonaventura i Roger Bacon. Va tornar a Anglaterra, i se sap que va predicar a Lincoln.
El 1310, de la Mare va ser classificat amb Bonaventura, John Peckham i altres entre els "mestres solemnes" de l'orde.
Morí a finals del segle xii. Estudià i fou mestre a París, on fou mestre de Mateu d'Acquasparta i a Oxford. Fou gran amic de Roger Bacon i total defensor i continuador del pensament de Sant Bonaventura. Escrigué un Comentari als dos primers llibres de les Sentències de Pere Llombard, Qüestions disputades, Quodlibetos sofístics i Declaracions, entre d'altres escrits. Com a fidel deixeble de Bonaventura, segueix el corrent agustinià i els principis metafísics i noètics del seu mestre.
De la Mare va escriure notes erudites relacionades amb textos bíblics, incloses notes textuals (la seva Correctio textus bibliae), referències lingüístiques per a l'hebreu utilitzada en la versió original de les escriptures bíbliques (la De hebraeis et graecis). vocabilis glossarum bibliae).
En el període 1277–9, de la Mare va compondre una obra sobre Tomàs d'Aquino, el Correctorium o Reprehensorium. El 1282, l'orde franciscà va adoptar el 'Correctorium', crític amb Tomàs d'Aquino (de l'Ordre Dominicana), i es va prescriure que es llegís conjuntament amb les seves obres. La substància del Correctorium es va imprimir més tard (a Estrasburg, 1501; Còrdova, 1701 i en altres llocs) amb la resposta sota el nom de Ægidius Colonna. De la Mare argumenta que, com que el "principium individuationis" és, segons els tomistes, matèria, i no forma, la individualitat, segons ells, deixa d'existir tan bon punt l'ànima abandona el cos; en altres paraules, l'escola de l'Dominicana va donar suport a l'heretgia averroística de l'ànima universal.
De la Mare també va escriure a favor d'una estricta observancia de la regla de sant Francesc. Entre les seves obres existents es troben: Quæstiones de Natura Virtutis, Burney MS. Brit. Biblioteca, 358; i Comentaris sobre els tres primers llibres de les Sentències, manuscrits dels quals es troben a la Biblioteca Laurentiana de Florència, antigament a la biblioteca franciscana de Santa Croce.

## Pensament
El nom de Guillem de la Mare ha passat a la història del pensament franciscà i tomista precisament per la seva obra polèmica Corectorium fratris Thomae (c. 1277-1279), on selecciona 117 tesis de la doctrina tomista (més aristotèlica), contraposant-les a la doctrina de l'escola franciscana (més agustiniana). L'emulació doctrinal entre els dos ordes, dominics i franciscans, i les seves diverses concepcions metafísiques i cosmovisions motivaren notables tensions entre els membres de les dues escoles. Fins tal punt que tots dos ordes prengueren posicions oficials per calmar els esperits encrespats.
Això explica que el Capítol general franciscà d'Estrasburg (1282) assumís l'obra de Guillem i urgís el fet de consultar el Correctorium a tots els que llegissin Tomàs d'Aquino. La reacció dels dominics no es feu esperar, car el 1282-1284 replicaren amb una pila de respostes que han passat a la història amb el nom de Correctoria Corruptorii.